# Владімір Скречу
Владімір Скречу (рум. Vladimir Screciu, нар. 13 січня 2000, Крайова) — румунський футболіст, півзахисник клубу «КС Університатя».
Виступав, зокрема, за клуб «Генк», а також молодіжну збірну Румунії.
Дворазовий володар Кубка Румунії. Чемпіон Бельгії. Володар Суперкубка Бельгії.

## Клубна кар'єра
Народився 13 січня 2000 року в місті Крайова. Вихованець футбольної школи клубу «КС Університатя». Дорослу футбольну кар'єру розпочав 2016 року в основній команді того ж клубу, в якій провів два сезони, взявши участь у 38 матчах чемпіонату. 
Своєю грою за цю команду привернув увагу представників тренерського штабу клубу «Генк», до складу якого приєднався 2018 року. Відіграв за команду з Генка наступні два сезони своєї ігрової кар'єри.
Протягом 2020 року захищав кольори клубу «Ломмел».
До складу клубу «КС Університатя» повернувся 2020 року. Станом на 31 липня 2022 року відіграв за крайовську команду 56 матчів у національному чемпіонаті.

## Виступи за збірні
У 2016 році дебютував у складі юнацької збірної Румунії (U-16), загалом на юнацькому рівні взяв участь у 14 іграх.
У 2017 році залучався до складу молодіжної збірної Румунії. На молодіжному рівні зіграв в одному офіційному матчі.

## Статистика виступів

### Статистика клубних виступів
| Сезон             | Команда           | Чемпіонат         | Чемпіонат | Чемпіонат | Національний кубок | Національний кубок | Національний кубок | Континентальні кубки | Континентальні кубки | Континентальні кубки | Інші змагання | Інші змагання | Інші змагання | Усього | Усього |
| Сезон             | Команда           | Ліга              | Ігор      | Голів     | Ліга               | Ігор               | Голів              | Ліга                 | Ігор                 | Голів                | Ліга          | Ігор          | Голів         | Ігор   | Голів  |
| ----------------- | ----------------- | ----------------- | --------- | --------- | ------------------ | ------------------ | ------------------ | -------------------- | -------------------- | -------------------- | ------------- | ------------- | ------------- | ------ | ------ |
| 2016–17           | «КС Університатя» | ЧР                | 5+9       | 0         | КР+КРЛ             | 3+0                | 0                  | -                    | -                    | -                    | -             | -             | -             | 17     | 0      |
| 2017–18           | «КС Університатя» | ЧР                | 19        | 0         | КР                 | 1                  | 0                  | ЛЄ                   | 2                    | 0                    | -             | -             | -             | 20     | 0      |
| Усього за кар'єру | Усього за кар'єру | Усього за кар'єру | 24+9      | 0         |                    | 4                  | 0                  |                      | 0                    | 0                    |               | -             | -             | 37     | 0      |

## Титули і досягнення
- Володар Кубка Румунії (2):

«КС Університатя»: 2017-2018, 2020-2021
- Чемпіон Бельгії (1):

«Генк»: 2018-2019
- Володар Суперкубка Бельгії (1):

«Генк»: 2019
- Володар Суперкубка Румунії (1):

«КС Університатя»: 2021